# رامون فرانكو
رامون فرانكو (بالإنجليزية: Ramón Franco)‏ هو ممثل أمريكي، ولد في 12 سبتمبر 1968 في الولايات المتحدة.

## أعمال

### أفلام
- (1986) حسرة ريدج[6]

## وصلات خارجية
- رامون فرانكو على موقع IMDb (الإنجليزية)
- رامون فرانكو على موقع قاعدة بيانات الفيلم (الإنجليزية)